# Rosso Padellaio

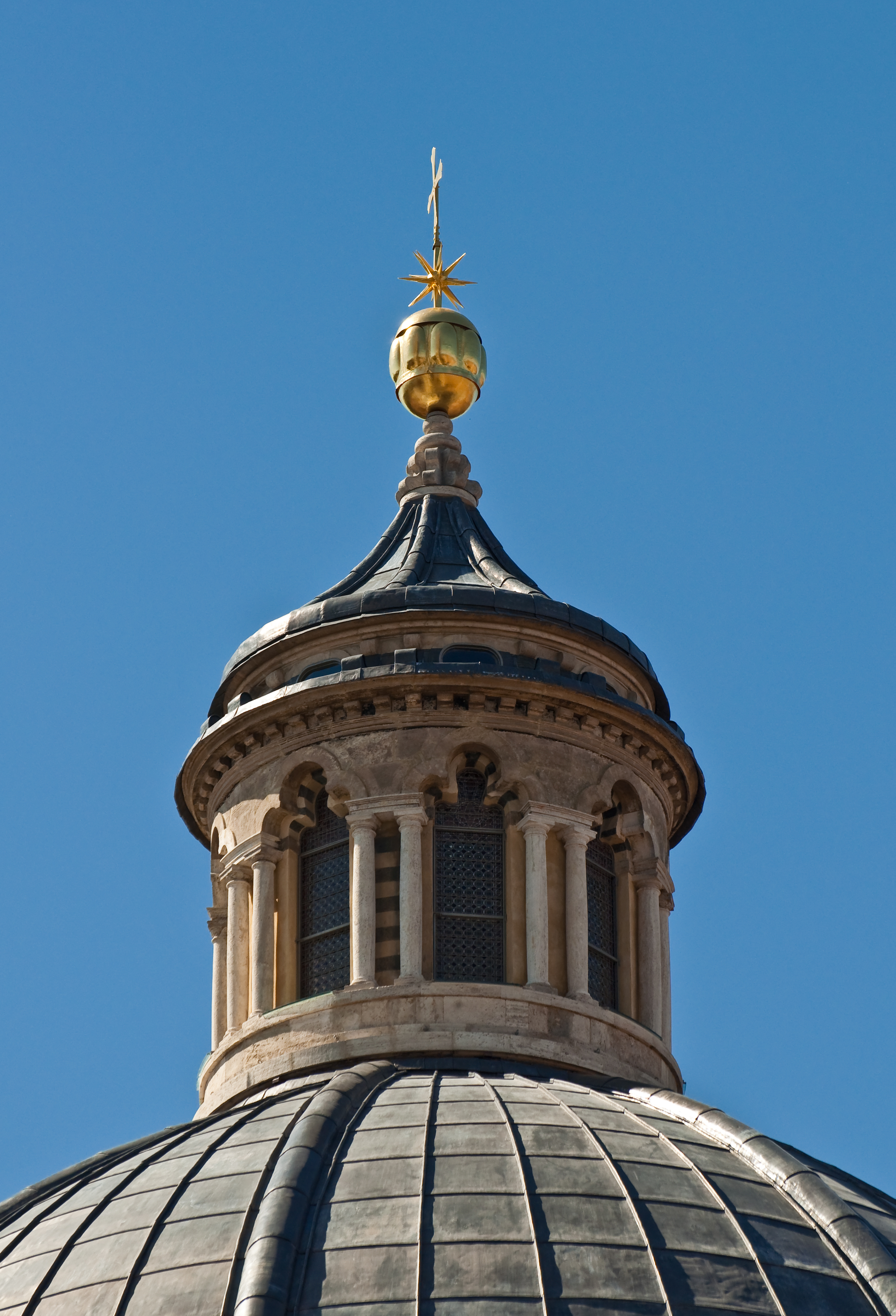
Pomme en bronze de la cathédrale de Sienne

Rosso Padellaio, ou Rubeus,  est un maître fondeur pérugin qui fut actif au XIIIe siècle.

## Histoire
Rosso Padellaio est probablement né à Pérouse où il a fondu en 1277 la coupe en bronze qui surmonte la vasque supérieure de la Fontana Maggiore. 
Il a réalisé en 1263 la pomme en bronze doré posée sur le sommet de la coupole de la cathédrale de Sienne.